# Cleante
Cleante (in greco antico: Κλεάνθης?, Kleánthēs; Asso, 330 a.C. circa – 232 a.C. circa) è stato un filosofo greco antico, esponente dello stoicismo.
Fu il secondo scolarca dello stoicismo antico, e succedette a Zenone di Cizio alla direzione della Stoà, carica che mantenne fino alla morte. Tra i suoi allievi vi fu Crisippo, che gli succedette a sua volta alla guida della scuola.

## Vita e opere
Cleante nacque ad Asso, cittadina sulle sponde occidentali dell'odierna Turchia, in Asia Minore, nella regione della Troade. Secondo la testimonianza di Diogene Laerzio era figlio di Fanias, e si sarebbe dedicato inizialmente all'attività di pugile. Giunto ad Atene, si volse quindi allo studio della filosofia, prendendo parte alle lezioni di Cratete, esponente della scuola cinica, e poi dello stoico Zenone di Cizio, del quale divenne allievo devoto. Per mantenersi lavorava di notte come portatore d'acqua presso un giardiniere, da cui il soprannome Κλέανθης. Poiché trascorreva l'intera giornata dedito ai suoi studi e apparendo privo di mezzi visibili di sostentamento, fu convocato dinnanzi all'Areopago per rendere conto del suo modo di vivere. I giudici furono assai soddisfatti delle prove da lui fornite circa la liceità del suo lavoro notturno, al punto da ricompensarlo con dieci mine, denaro che tuttavia Zenone non gli permise di accettare.
Per via della stima che si guadagnò presso i suoi compagni, dovuta alle sue alti doti morali oltre che a una proverbiale pazienza, alla morte di Zenone nel 282 a.C. divenne il capo della scuola stoica. Cleante continuò tuttavia a mantenersi da solo col lavoro delle proprie mani. Tra i suoi discepoli ebbe Antigono II Gonata, e Crisippo. Dopo 32 anni di guida ininterrotta, morì all'età di 99 anni. Sembra soffrisse di un'ulcera, che lo aveva costretto a digiunare per un certo periodo di tempo, finito il quale aveva comunque seguitato nell'astinenza, affermando che, essendo ormai giunto a metà del cammino verso la morte, non aveva difficoltà a lasciarsi morire.
Tra le sue opere più importanti compose un Inno a Zeus, in esametri, che contiene una sintesi in forma poetica dei capisaldi dello stoicismo, e di cui ci rimangono 40 versi. In esso il dio greco viene celebrato come il Lògos o princìpio divino che regge sommamente la legge del cosmo.
Secondo quanto riferisce Diogene Laerzio, Cleante scrisse altri trattati Sul Senso, Sul Dovere, Sull'Amore, Sulla Libertà, Sull'Onore, Sull'Amicizia, Sugli Dèi, Sulle Virtù, Sulle Leggi, che sono andati quasi tutti persi.
I frammenti principali delle opere di Cleante sono contenuti in Diogene Laerzio e Stobeo; se ne trovano alcuni anche in Cicerone e Seneca.

## Dottrina
Cleante è stato visto spesso come il più religioso degli esponenti dell'antico stoicismo. Seppe conservare l'eredità di Zenone, basata sulla centralità del Lògos, difendendola dalle critiche delle altre scuole di pensiero. Egli tuttavia, pur producendo poche elaborazioni originali, impresse una svolta importante alla gnoseologia stoica, orientandola in un senso più ontologico. Mentre infatti per Zenone di Cizio la conoscenza consisteva esclusivamente nell'autocoscienza interiore, cioè nella concordanza tra il pensiero di sé e la propria personale esistenza (oikeiosis) soltanto nella quale poteva aversi conformità alla legge universale del Lògos, con Cleante la conoscenza diventa ora comprensiva (kataleptikè) anche dei piani ontologici della realtà esterna, perché il Lògos che muove il pensiero razionale dell'uomo è in fondo lo stesso situato a fondamento dell'universo.
Vero e falso, che per Zenone erano espressioni attinenti unicamente alla coerenza interna di un discorso, diventano così per Cleante due termini che si riferiscono alla corrispondenza o meno tra il pensiero e la realtà oggettiva. Da un lato vi è l'heghemonikòn, ossia il princìpio guida dell'anima, a cui compete un ruolo attivo nel processo conoscitivo, dall'altro vi è l'hypàrchon, che è l'elemento passivo, cioè il semplice dato sensibile. Il pensiero scaturisce dalla tensione fra questi due princìpi. Pur cominciando quindi dalla sensazione, criterio supremo della conoscenza è l'evidenza, basata sull'assenso (synkatáthesis) che la mente dà alla rappresentazione di un dato fenomeno.
L'attenzione rivolta all'aspetto ontologico della conoscenza comportò una maggiore centralità assegnata alla fisica stoica. In Cleante è presente una concezione teologica del mondo, del quale l'Inno a Zeus è un chiaro esempio. Sulla base di un'interpretazione letterale di Eraclito, egli identificò il Lògos con il fuoco, come elemento seminale dal quale ogni altro viene generato.
Cleante si espresse anche sull'immortalità dell'anima, affermando che tutte le anime sopravvivono dopo la morte, pur con diversa intensità a seconda della propria forza o debolezza, fino alla conflagrazione finale, quando si fonderanno con l'Anima del mondo. Dal suo insegnamento si discosterà Crisippo, secondo cui invece solo le anime dei sapienti sopravviverebbero. L'anima per Cleante ha una natura corporea, perché altrimenti non potrebbe avere alcuna relazione con il corpo fisico, pur trattandosi di una corporeità che non va intesa alla maniera dell'atomismo meccanicista, essendo per lui tutta la materia qualcosa di fluido e penetrabile.
Sul piano etico Cleante accentuò l'impronta fatalistica della dottrina stoica, come emerge ad esempio dai versi pervenutici di una sua preghiera a Zeus (non si tratta dell'Inno citato in precedenza):
ovunque i vostri decreti hanno stabilito per me.

Vi seguirò volentieri; ma se pure non volessi,

per quanto diventassi vile, vi dovrò seguire comunque.

Guida il destino chi lo segue, e trascina il riluttante.»
(Arnim, SVF, I, 527)

### Testi
- A. C. Pearson, The fragments of Zeno and Cleanthes, Londra 1891; ristampa anastatica Arno Press, New York 1973

### Studi
- Filodemo, Storia Dei Filosofi: La Stoa Da Zenone a Panezio (PHerc. 1018), edizione, traduzione e commento a cura di Tiziano Dorandi, E. J. Brill, Leiden 1994 ISBN 90-04-09963-8
- Heinrich Dörrie, Kleanthes, R.E. Suppl. XII (1970), 1705-1709
- Gérard Verbeke, Kleanthes van Assos, Brussel 1949